# Mercedes Cup 2000
Mercedes Cup 2000 — тенісний турнір, що проходив на ґрунтових кортах у місті Штутгарт, Німеччина з 17 липня . Належав до категорії ATP International Series Gold.

## Фінальна частина

### Одиночний розряд
Франко Скілларі —  Гастон Гаудіо 6–2, 3–6, 4–6, 6–4, 6–2

### Парний розряд
Їржі Новак (тенісист) /  Давід Рікл —  Лукас Арнольд Кер /  Доналд Джонсон 5–7, 6–2, 6–3